# Ruta 26 (Bolivien)
Die Ruta 26 ist eine Nationalstraße im südamerikanischen Andenstaat Bolivien.

## Streckenführung
Die Straße hat eine Länge von 332 Kilometern und führt entlang der bolivianischen Voranden im nordöstlichen Teil des Departamento La Paz.
Die Ruta 26 verläuft von Südosten nach Nordwesten, sie beginnt in den bolivianischen Yungas am Ostabhang der Cordillera Real in der Stadt Caranavi. Von hier aus führt sie in nordwestlicher Richtung über die Ortschaften Guanay und Mapiri und endet in der Stadt Apolo an der Ruta 16, die vom Titicacasee kommend weiter entlang der peruanischen Grenze bis ganz in den Nordwesten des Landes geplant ist.
Die Ruta 26 ist nicht asphaltiert, sie besteht auf ihrer gesamten Länge aus Schotter- und Erdpiste.

## Geschichte
Die Straße ist mit Ley 2818 vom 27. August 2004 zum Bestandteil des bolivianischen Nationalstraßennetzes Red Vial Fundamental erklärt worden.

## Streckenabschnitte im Departamento La Paz

### Provinz Caranavi
- km 000: Caranavi
- km 009: Santa Fe
- km 019: Alcoche

### Provinz Larecaja
- km 066: Challana Pampa
- km 070: Guanay

- km 168: Mapiri

### Provinz Franz Tamayo
- km 299: Aten
- km 332: Apolo